# متروی مشهد

LRT در حال حرکت از ایستگاه پارک ملت به سمت ایستگاه آزادی

متروی مشهد به مجموعه قطار شهری مشهد و شرکت بهره‌برداری مشهد در شهر مشهد گفته می‌شود. متروی مشهد دارای ۴ خط اصلی می‌باشد که ۳ خط آن (۱، ۲ و ۳) در حال فعالیت و ۲ خط آن (۴ و ۳ در دست ساخت است. در سال ۱۴۰۳ بیش از ۶۸ میلیون نفر توسط قطار شهری مشهد جابه‌جا شده‌اند.

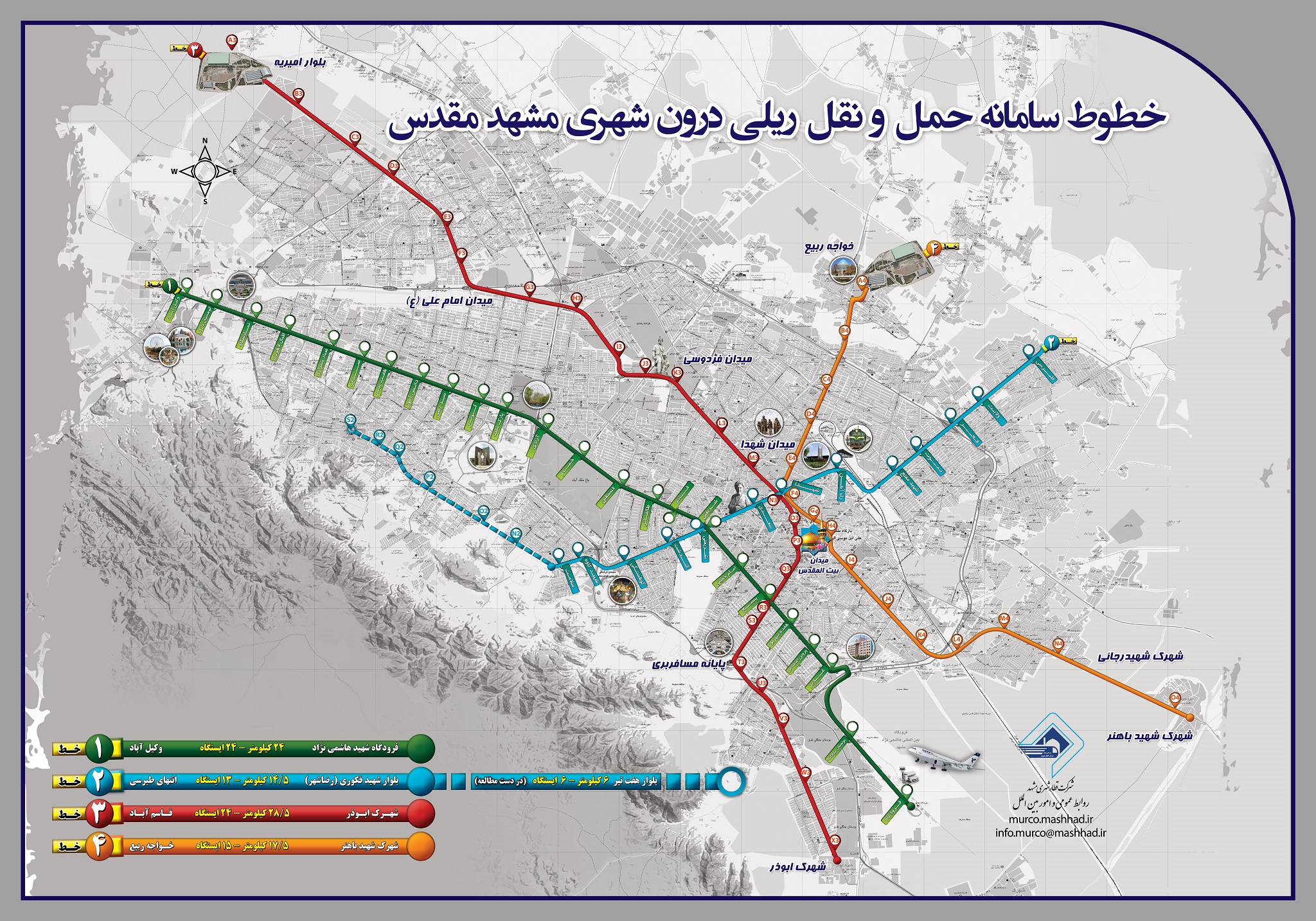
نقشه خطوط جدید

## خطوط

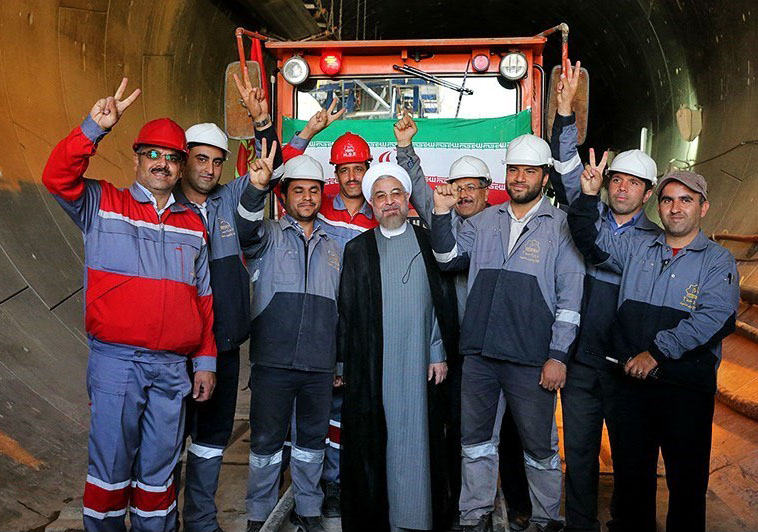
حسن روحانی در جمع کارکنان متروی مشهد

| رنگ    | نشانه | خط   | مسیر                                        | ایستگاه‌ها | ایستگاه فعال | درازا (کیلومتر) | افتتاح اولیه  | وضعیت          |
| ------ | ----- | ---- | ------------------------------------------- | --------- | ------------ | --------------- | ------------- | -------------- |
| سبز    |       | خط ۱ | فرودگاه شهید هاشمی نژاد به پایانه وکیل آباد | ۲۴        | ۲۴           | ۲۴              | مهر ۱۳۹۰      | فعال           |
| آبی    |       | خط ۲ | طبرسی به شهید فکوری                         | ۱۳+۶      | ۱۳           | ۱۴٫۵+۶          | اسفند ۱۳۹۵    | فعال           |
| قرمز   |       | خط ۳ | شهرک ابوذر به الهیه                         | ۲۴        | ۳            | ۲۸٫۵            | اردیبهشت ۱۴۰۴ | فعال (فاز اول) |
| نارنجی |       | خط ۴ | خواجه‌ربیع به شهرک شهید باهنر                | ۱۶        | ۰            | ۱۷٫۵            |               | در حال حفاری   |

### خط ۱
خط شماره ۱ قطار شهری مشهد به طول ۲۴ کیلومتر فرودگاه شهید هاشمی‌نژاد را به منطقه وکیل‌آباد متصل می‌کند. در فاز اول خط ۱ عملیات اجرایی ۱۹ کیلومتر از این مسیر (نخریسی به وکیل آباد) از آذر ماه سال ۱۳۷۹ آغاز گردید. ۱۰٫۵ کیلومتر به صورت زیرزمینی در تونل کم عمق و ۸٫۵ کیلومتر در مسیر همسطح احداث شده است. این خط در میدان تقی‌آباد (ایستگاه شریعتی) خط ۲ را قطع می‌کند. فاز دوم خط ۱ که در بهمن ماه ۱۳۹۴ به بهره‌برداری رسید به طول ۵ کیلومتر و با داشتن دو ایستگاه جدید به فرودگاه شهید هاشمی‌نژاد منتهی می‌شود. اجرای خط یک قطار شهری مشهد به صورت قطار سبک شهری LRT انجام گرفته است. در حال حاضر ساعت بهره‌برداری خط یک از ساعت ۶ الی ۲۲ و در روزهای تعطیل از ساعت ۷ الی ۲۲ است و سرفاصله قطارها بین ۴/۵ تا ۶ دقیقه است.
با استفاده از خط یک مترو مشهد می‌توان به مکان‌های مهمی همچون فرودگاه، بوستان ریحانه، پایانه اتوبوسرانی غدیر، مرکز خرید هفده شهریور، بیمارستان شهید کامیاب (بیمارستان امدادی)، حرم امام رضا، مرکز خرید زیست خاور، سینما آفریقا، بیمارستان امام رضا، بیمارستان قائم، هتل هُما احمدآباد، پارک ملت، دانشگاه فردوسی، پایانه اتوبوسرانی آزادی، بیمارستان فارابی، اداره پست ناحیه ۸ صدف، هتل پارس، باغ‌وحش وکیل‌آباد، پایانه اتوبوسرانی وکیل‌آباد، طرقبه و شاندیز و … به راحتی رفت و آمد کرد.

### خط ۲
مسیر خط ۲ قطار شهری مشهد به طول ۱۴٫۵ کیلومتر از انتهای طبرسی شمالی شروع می‌شود و به بسیاری از مراکز پرجمعیت آن منطقه سرویس‌دهی مستقیم دارد.
بعضی از مراکز جمعیتی مجاور که عمدتاً طبقات محروم در آنجا ساکن هستند با طی کمترین فاصله به یکی از ایستگاه‌های خط ۲ دسترسی خواهند داشت. در ادامه پس از قطع کمربندی صد متری (بزرگراه شهید بابانظر) این خط با عبور از بلوار طبرسی جنوبی (امام جواد)، چهارراه برق، چهارراه گاز و چهارراه مقدم به میدان راه‌آهن و سپس به میدان شهدا ادامه مسیر خواهد داد.
این خط سپس با عبور از میدان سعدی و خیابان دانشگاه و میدان تقی‌آباد ضمن عبور از ایستگاه تقاطعی با خط ۱ دسترسی ویژه‌ای به مرکز خرید زیست خاور خواهد داشت و در نهایت ایستگاه آخر خط مذکور با عبور از زیر پارک کوهسنگی و میدان تلویزیون (جمهوری) و میدان شهید کاوه (جام عسل) در انتهای بلوار فکوری خواهد بود. در بهمن ماه ۱۳۹۴ حفر تونل این خط به پایان رسید و مقرر گردید تا نیمه دوم سال ۹۵ به بهره‌برداری برسد.
فاز اول خط ۲ (شامل ۶ ایستگاه حدفاصل انتهای خیابان طبرسی تا میدان شهدا) در روز ۲ اسفند ماه سال ۱۳۹۵ راس ساعت ۹ صبح با حضور مسئولین کشوری و استانی مورد بهره‌برداری قرار گرفت و سرویس‌دهی خط دو قطار شهری مشهد از روز ۳ اسفندماه ۱۳۹۵ آغاز گردید. در ۲۸ مرداد ۱۳۹۶ نیز ایستگاه شهید مفتح از فاز اول خط ۲ مورد بهره‌برداری قرار گرفت. در ۲۹ اسفند ۱۳۹۶ بهره‌برداری آزمایشی دو ایستگاه سعدی و شریعتی صورت پذیرفت. در تاریخ ۱۷ اردیبهشت ۱۳۹۷ رئیس‌جمهور حسن روحانی در مراسم افتتاح رسمی بهره‌برداری از ایستگاه شریعتی اولین ایستگاه تقاطعی مشهد حضور یافت. در تاریخ ۵ مرداد ۱۳۹۸ ایستگاه شهید کاوه، در تاریخ ۲۷ آبان ۱۳۹۸ ایستگاه الندشت و در تاریخ ۱۹ آذر ۱۳۹۸ ایستگاه کوهسنگی افتتاح شد. در حال حاضر ساعت بهره‌برداری خط دو مشابه خط یک و سر فاصله قطارها ۱۰ دقیقه است. طول خط ۲ به‌طور کامل افتتاح شده است که طول آن ۱۴٫۵ کیلومتر با ۱۳ایستگاه که ایتگاه آخر آن سلامت بوده و به نام شهید فکوری است در سال ۱۴۰۴ ۱۲ اردیبهشت ماه با حضور قلندر شریف به بهره‌برداری رسید و مسیر توسعه ای که برای این خط در نظر گرفته شده از شهید فکوری به سمت میدان هفت تیر است. توسعه خط ۲ به طول ۶ کیلومتر و با ۶ ایستگاه مصوب شده است. مکان نهایی ایستگاه‌ها هنوز تصویب نشده است.
با استفاده از خط دو مترو مشهد می‌توان به مکان‌های مهمی همچون دانشکده علوم پزشکی مشهد، بیمارستان اکبر، پایانه اتوبوسرانی شهید جوان، دانشکده شهید منتظری، بوستان کوهسنگی، بیمارستان ۱۷ شهریور، مرکز خرید زیست خاور، سینما آفریقا، بیمارستان قائم، بیمارستان امام رضا، پاساژ مهتاب، حرم امام رضا، ایستگاه راه‌آهن مشهد، بیمارستان هاشمی نژاد و … به راحتی رفت و آمد کرد.

### خط ۳
خط ۳ قطار شهری مشهد مسیر شهرک ابوذر تا الهیه (مشهد) را با طول حدود ۲۸٫۵ کیلومتر (از جنوب شرق به شمال غرب و برعکس) و با ۲۴ ایستگاه پوشش می‌دهد.
خط ۳ قطار شهری مشهد با ۲۸٫۵ کیلومتر طول تا منطقه شهرک غرب ادامه داشت در طرح توسعه تا الهیه(مشهد) امتداد پیدا کرد بدین ترتیب این خط از پایانه اتوبوسرانی در انتهای خیابان امام رضا و تا فلکه آب ادامه داشته، با عبور از چهار راه خسروی و چهار راه شهدا به میدان شهدا می‌رسد. در این مسیر نیز بیشترین سرویس را به زائرین حرم امام رضا و قشرهای متوسط ارائه می‌نماید. این خط سپس تا میدان فردوسی ادامه می‌یابد و در میدان جانباز و از طریق بلوار جانباز به بزرگراه امام علی و سپس با طی تمام مسیر امامیه به اراضی امامیه می‌رسد. آخرین ایستگاه در محل احداث پایانه جدید اتوبوسرانی برون‌شهری غرب مشهد خواهد بود. حداکثر سرعت قطارها ۸۰ کیلومتر در ساعت و متوسط سرعت آنها ۳۶ کیلومتر در ساعت خواهد بود. همچنین ظرفیت جابجایی مسافر تا ۲۰٬۰۰۰ نفر در ساعت در هر جهت در نظر گرفته شده و مساحت اراضی قطار شهری روی هم رفته ۴۶ هکتار است. عملیات ساخت خط ۳ در تاریخ ۱۴ خرداد ماه ۱۳۹۴ برابر با نیمه شعبان آغاز شد.
در حال حاضر حدود ۱۴ کیلومتر از این خط حفاری شده است و فاز اول این خط در ۱۹ اردیبهشت سال ۱۴۰۴ به بهره‌برداری آزمایشی رسید.گفتنی است از خود رئیس شرکت بهره‌برداری مشهد کیانوش کیامرز که قرار است مسیر توسعه خط ۳ مترو از سمت غرب امیریه به سمت آرامگاه فردوسی رود و از سمت شرق شهرک ابوذر به سمت بهشت رضا رود

### خط ۴
خط ۴ قطار شهری مشهد به طول ۱۷٫۵ کیلومتر بلوار حر را به خواجه ربیع (از شرق به شمال و برعکس) متصل می‌کند.
این خط از خواجه ربیع آغاز و با عبور از میدان شهدا با امتداد به سمت حرم مطهر از ضلع شمالی حرم عبور کرده و از بلوار مصلی به سمت شهرک شهید رجایی و جاده سرخس و بلوار در امتداد میدان شهید عباسپور طی مسیر خواهد کرد. این خط پس از احداث و بهره‌برداری با عبور از نزدیکی حرم مطهر بهترین دسترسی به حرم مطهر را برای زائران و مجاوران فراهم خواهد آورد.